# Siete Cantares para soprano y guitarra (Gerhard)

## Contexto
Durante la década de 1950, Gerhard se interesó principalmente por la música concreta y electrónica. De hecho, con la ayuda de la BBC Radiphonic Workshop, se montó un pequeño estudio en su casa para experimentar la nueva manera de manipular y organizar los sonidos y aplicarlo en varios encargos de música, como por ejemplo en el acompañamiento musical del poema de Federico García Lorca, Lamento por la muerte de un torero. Esta experiencia con la música concreta y electrónica influyó en algunos aspectos de las últimas obras que produjo en esta década y posteriores. 
Gerard sufrió una metamorfosis creativa en la Sinfonía nº 2, pero es legítimo extender esta metáfora de la metamorfosis creativa y estética a toda su obra de la penúltima década de su vida. Además de los Siete cantares y la Fantasía, en esta década compuso el <i id="mwGA">Concierto para clave</i>, <i id="mwGg">Sonata para violonchelo y piano</i> y Chaconne para violín, entre otros.

## Estreno y Mecenazgo
Esta obra se estrenó en 1957 a cargo de la soprano Sophie Wyss y el guitarrista Juliam Bream en Londres, con la partitura edita por la editorial BM (Belwin Mills Music Ltd.)
Rafael Patxot, que fue un gran amigo de Gerhard, ayudó en la producción de obras de este compositor. En 1926 creó la Institución Patxot, que aglutinaba toda la obra de mecenazgo de este filántropo previa a la Guerra Civil y que, entre otras, patrocinaba el premio de composición Eusebi Patxot, convocado por el Orfeón Catalán, al cual Gerhard había concursado con su Cuarteto de 1927. Así mismo, este destacado intelectual había patrocinado la recopilación de cantos populares catalanes y acabó su vida en el exilio .

## Forma
Las siete canciones de la obra, de autor desconocido, son: La India, El Toro, La Ausencia, Un Galán y su Morena, La Lobada, La Muerte y la Doncella y Reinas de la Baraja.

## Interpretaciones destacadas
- Anna Bartos (voz) y Gregg Nestor (guitarra).
- Íngrid Ustrell (voz) y Toni Pallarès (guitarra).
- Erika Escribá Astaburuaga (voz) y José Luis Ruiz del Puerto (guitarra).